# Porter Robinson
Porter Weston Robinson (Atlanta, Georgia; 15 de julio de 1992) es un DJ, cantante, remezclador y productor discográfico estadounidense. Con tan solo 18 años de edad firmó con la compañía discográfica OWSLA de Skrillex y lanzó el EP Spitfire en 2011. Apareció en la lista de los 21 menores de 21 años de Billboard en 2012.
El álbum de estudio debut de Robinson, Worlds, fue lanzado en 2014 y alcanzó el primer lugar en la lista de Álbumes Dance/Electrónicos de Billboard. Ganó el premio al Artista del Año de MTVU en 2015 y apareció en la lista de los 100 Mejores DJs de DJ Mag durante siete años consecutivos. El álbum fue aclamado por la crítica y se considera una gran influencia en el sonido general del EDM después de su lanzamiento.
En los premios inaugurales Electronic Music Awards en 2017, fue nominado a Sencillo del Año y Actuación en Vivo del Año, ambos con Madeon, por el sencillo «Shelter» y la gira Shelter Live Tour, respectivamente. Comenzó a producir música bajo el alias Virtual Self en 2017, lanzando un EP homónimo ese mismo año. El sencillo de Robinson «Ghost Voices», lanzado bajo su alias Virtual Self en 2017, le valió una nominación al Grammy a la Mejor Grabación Dance.
Lanzó su segundo álbum de estudio, Nurture, en 2021, que debutó en el primer lugar de la lista de Álbumes Dance/Electrónicos de Billboard, marcando su segundo álbum en lograrlo, y recibió elogios generalizados. Nurture fue incluido en varias listas destacadas de fin de año, incluyendo la lista de los «50 Mejores Álbumes de 2021» de The Fader, donde fue calificado como el mejor álbum de ese año. Su tercer álbum de estudio, Smile! :D (con un emoticono de cara sonriente), salió en 2024.

## Biografía
Robinson nació en Atlanta, Georgia, y creció en Chapel Hill, Carolina del Norte, donde reside actualmente. Es el segundo de cuatro hermanos en su familia (en orden: Nick, Porter, Robert, Mark). Fue aceptado en la Universidad de Carolina del Norte en Chapel Hill, donde ambos padres son exalumnos, pero no asistió debido al inicio de su carrera musical.

## Carrera musical
Lanzó una variedad de sencillos por Glamara Records y Big Fish Recordings. Su primer sencillo, "Say My Name", fue un enorme éxito, alcanzando el primer puesto en el portal digital Beatport, en su lista Electro House. En el verano boreal del 2011, firmó con OWSLA, el sello discográfico comandado por Skrillex, para realizar su primer EP titulado Spitfire, el cual alcanzó la primera ubicación en la lista de música dance en iTunes, y en Beatport. En él, se destaca la pista Unison, el cual tuvo gran recepción en la escena electrónica.
Porter lanzó su sencillo, "Language", el 10 de abril de 2012 mediante el sello Big Beat Records en Estados Unidos, y por Ministry of Sound editándolo en gran parte del mundo. La canción nuevamente ocuparía la primera ubicación en Beatport así mismo con las listas de música dance en iTunes. El sencillo fue estrenado exclusivamente por la BBC Radio 1 en el programa radial Essential Mix, el 27 de enero de 2012, en un grabación de una presentación en vivo del mismo Robinson.
Porter ha sido el encargado de remixes oficiales de artistas como Lady Gaga (Interscope Records) y Avicii (Ministry of Sound),

## Giras
Como DJ, ha realizado giras a nivel internacional y compartiendo escenario junto a artistas como Deadmau5, Tiësto, David Guetta, Skrillex, Diplo, Zedd, Madeon, Moby, Afrojack, Above & Beyond, Dada Life, A-Trak, Gareth Emery, entre otros.
Actuó en numerosos festivales de música más importantes durante el año 2011 incluyendo Ultra Music Festival, Electric Daisy Carnival (realizado en 3 ciudades), Electric Zoo, South by Southwest, Global Dance Festival, Virgin Mobile FreeFest, Beyond Wonderland, Electric Forest y Nocturnal Festival., Festival Imperial (Costa Rica).
En febrero de 2011, hizo una aparición en el The Project Blue Book Tour junto a Skrillex y Tommy Lee & DJ Aero.
Entre junio y julio de 2011, se desempeñó como telonero de Skrillex en el OWSLA Tour.
Entre septiembre y octubre de 2011, esta vez, actuó de telonero del holandés Tiësto con su gira College Invasion por los Estados Unidos, México y Canadá. Un mini-documental enfocado en la totalidad de la gira de Porter, fue transmitido por MTV, y subido en su canal de YouTube. Posteriormente, inició una gira como artista principal por las discotecas más importantes de Estados Unidos como parte de su "The Spitfire Tour".
Porter realizó su primer Essential Mix para la BBC Radio 1, interpretado en vivo en el Hull City Hall, el 28 de enero de 2012 durante su primer viaje por el Reino Unido. Poco después de anunciar su primera gran gira europea que llevó por título "The Spitfire Tour Europe", le posibilitó presentarse en varias discotecas de diversas ciudades del continente europeo a lo largo de 6 semanas. En abril de 2012, lanzó el sencillo "Language" y lograría debutar en la novena posición en el Reino Unido. En junio de 2012, se embarcó aproximadamente por 30 días en una gira realizada en autobús por Norteamérica que lleva el nombre de The Language Tour, que contó con el apoyo de Mat Zo y de The M Machine.
En 2012 también tocó en importantes festivales del mundo incluyendo Tomorrowland, Coachella, Creamfields, Future Music Festival, Ultra Music Festival, Electric Daisy Carnival y Lollapalooza. A fines del 2012, lanza "Easy" una coproducción con Mat Zo por el sello Anjunabeats y se mantuvo por varios días como el track más vendido en el portal digital Beatport.
En 2014, por el debut de su álbum Worlds, inició el Worlds Tour.
En 2016, inició la gira Shelter Live Tour junto a Madeon y lanzó junto a él "Shelter" que se convirtió en todo un éxito.
En 2017, Porter habló sobre un problema de depresión y crisis existencial que tuvo durante casi 2 años, lo que obligó que no pueda hacer más música pero que su gira con Madeon lo renovó y que está haciendo nueva música para el 2017. Para ello dijo que no iba hacer muchas presentaciones y se concentrará más en lo que más le apasiona, hacer buena música y que todos sus fanes se sientan felices. Más tarde, debutaría bajo el alias de Virtual Self en Nueva York, el 8 de diciembre de 2017 luego de publicar su EP de mismo nombre el 29 de noviembre.

## Ranking DJMag
| DJ              | 2011 | 2012 | 2013 | 2014 | 2015 | 2016 | 2017 | 2020 | 2021 |
| --------------- | ---- | ---- | ---- | ---- | ---- | ---- | ---- | ---- | ---- |
| Porter Robinson | 96°  | 40°  | 41°  | 57°  | 55°  | 90°  | 96°  | 132° | 134° |

## Discografía

### EP
- Spitfire (2011)
- Spitfire (Bonus Remixes) (2012)
- Re:Flicker (2014)
- Virtual Self EP (2017)

### Álbum de Estudio
- Worlds (2014)
- Re:Flicker (2014)
- Worlds (Remixes) (2015)
- Shelter: Complete Edition (2017)
- nurture (2021)
- Smile! :D (2024)

### Sencillos
- "Leaving" (2010)
- "Get Brain" (2010)
- "Say My Name" (2010)
- "I'm On Fire" (2010)
- "Hello" (con Lazy Rich & Sue Cho) (2010)
- "The Wildcat" (2010)
- "Language" (2012) UK #9.
- "Easy" (con Mat Zo) (2012)
- "Vandalism" (con Amba Shephard)
- "Sea of Voices" (2014)
- "Sad Machine" (2014)
- "Lionhearted" (2014)
- "Flicker" (2014)
- "Shelter" (con Madeon) (2016)
- "EON BREAK" (como "Virtual Self") (2017)
- "Ghost Voices" (como "Virtual Self") (2017)
- "Particle Arts" (como "Virtual Self") (2017)
- "a.i.ngel (Become God)" (como "Virtual Self") (2017)
- "Key" (como "Virtual Self") (2017)
- "Get your Wish" (2020)
- "Something Comforting" (2020)
- "Mirror" (2020)
- "Look at the Sky" (2021)
- "Musician" (2021)
- "Unfold" (con Totally Enormous Extinct Dinosaurs) (2021)
- "Wind Tempos" (2021)
- "Do re mi fa sol la ti do" (2021)
- "Sweet Time" (2021)
- "Blossom" (2021)
- "Mother" (2021)
- "Lifelike" (2020)
- "Dullscythe" (2021)
- "Trying to feel Alive" (2021)
- "Everything Goes On" (2022)
- "Still Here" (con Skrillex y Bibi Bourelly) (2023)
- "Humansongs" (como Pou-ta) (2023)
- "Cheerleader" (2024)
- "Knock Yourself Out XD" (2024)
- "Russian Roulette" (2024)
- "Kitsune Maison Freestyle" (2024)

### Remixes
- 2010: Rock Massive – Rock's Massive (Porter Robinson Remix)
- 2010: Picco – "Venga" (Porter Robinson Wobble Mix)
- 2010: Heiko & Maiko – "Wer Ist Sie?" (Porter Robinson Remix)
- 2010: Spencer & Hill – "Less Go" (Porter Robinson Remix)
- 2010: Tim Berg – "Seek Bromance" (Porter Robinson Remix)
- 2010: Yolanda Be Cool & Dcup – "We No Speak Americano" (Porter Robinson Bootleg)
- 2011: Innerpartysystem – "American Trash" (Porter Robinson Remix)
- 2011: Lady Gaga – "The Edge of Glory" (Porter Robinson Remix)
- 2012: Flux Pavilion - "Bass Cannon" (Porter Robinson's 2 Minute Electro Bootie)
- 2013: Martin Garrix - "Animals" (Porter Robinson Edit)
- 2015: Nero - "The Thrill" (Porter Robinson Remix)
- 2015: ClariS - "irony" (Porter Robinson Edit)
- 2015: Purity Ring - "Begin Again" (Porter Robinson Edit)
- 2015: Rustie - "Big Catzz" (Porter Robinson Edit)